# Pavle Vuisić
Pavle „Paja” Vuisić (în sârbă Павле "Паја" Вуисић; n. 10 iulie 1926, Belgrad, Regatul Iugoslaviei – d. 1 octombrie 1988, Belgrad, RS Serbia, RSF Iugoslavia) a fost un actor sârb și iugoslav, cunoscut ca unul dintre cele mai recunoscute fețe ale fostei cinematografii iugoslave. Mulți au considerat că a fost unul dintre cei mai mari actori, comici și oameni din Balcani. 

## Biografie
Pavle Vujisić (Вујисић) s-a născut la Cetinje, tatăl său, Mišo, era agent de poliție și pe mama sa o chema Radmila. El a fost numit după bunicul său Pavle, jurist și brigadier din Muntenegru. Bunicul său a fost Milosav Mišnin Vujisić, erou faimos din Donja Morača și comandantul gărzii prințului Danilo. S-a alăturat partizanilor iugoslavi și a luptat pe frontul din Syrmia.  A locuit la Belgrad împreună cu soția sa Mirjana. Fratele său mai mic, Dušan Vujisić, a fost de asemenea actor.
A studiat dreptul și a lucrat ca jurnalist la Radio Belgrad înainte de a obține un rol secundar în filmul fantastic din 1950 Čudotvorni mač (cu sensul de Sabia magică). După aceea a încercat să devină actor profesionist, dar nu a reușit să se înscrie la Academia de Arte Dramatice din Belgrad. 
Primul său rol principal a fost în 1955, în filmul Šolaja. La scurt timp după acest rol, el a obținut rolul principal în filmul lui  Vojislav Nanović, Tri koraka u prazno, pentru acest rol a câștigat Arena de Aur la Festivalul de Film de la Pula.
Nu a dorit niciodată să fie o vedetă, dar a devenit rapid unul dintre cei mai de încredere și mai versatili actori de personaje. În lunga și prolifica sa carieră a jucat multe roluri diferite, atât dramatice, cât și comice, și a primit un mare respect din partea oricărui regizor cu care a lucrat. Este probabil cunoscut cel mai bine pentru rolul său din serialul TV din 1972 Kamiondžije (Șoferi de camion), unde a făcut un duet cu comicul Miodrag Petrović Čkalja. 
Unul dintre premiile cinematografice din Serbia (pentru întreaga carieră de actorie în filme, acordat la festivalul de film de la Niš) îi poartă numele (Premiul Pavle Vuisić, anterior denumit Premiul Slavica 1981-1994;  - Premiul Pavle Vuisić a fost primit de actori ca Rade Marković, Ljubiša Samardžić, Dragan Nikolić, Radoš Bajić sau Gorica Popović).
Orson Welles a declarat într-un interviu pentru fosta televiziune iugoslavă RTZ că l-a considerat pe Pavle Vuisić cel mai bun actor din lume. 
Vuisić a trăit boem, a iubit Dunărea pe care avea numeroase bărci. El s-a născut ca Vujisić, dar s-a semnat ca Vuisić pentru că a fost enervat de litera J din numele său de familie.
Moștenirea sa se află la Adligat, o societate civilă și un muzeu din Belgrad.

## Filmografie (selecție)
- Un eveniment (1969)
- Bătălia de la Neretva (1969)
- Când auzi clopotele (1969)
- Sămânța neagră (1971)
- Maestrul și Margareta (1972)
- Câinele care iubea trenurile (1977)
- Tigrul (1978)
- Moment (1978)
- Cine cântă acolo? (1980)
- Familia Maraton (Maratonci trče počasni krug, 1982)
- Tata în călătorie de afaceri (1985)